# Trichomma batistai
Trichomma batistai är en stekelart som beskrevs av Ian D. Gauld och Bradshaw 1997. Trichomma batistai ingår i släktet Trichomma och familjen brokparasitsteklar. Inga underarter finns listade i Catalogue of Life.